# Cistella citrina
Cistella citrina är en svampart som beskrevs av Nannf. ex Svrcek 1992. Cistella citrina ingår i släktet Cistella och familjen Hyaloscyphaceae.  Arten är reproducerande i Sverige. Inga underarter finns listade i Catalogue of Life.